# Tian Bingyi
Tian Bingyi (chinesisch 田秉毅; * 30. Juli 1963 in Wuhan) ist ein ehemaliger chinesischer Badmintonspieler.

## Karriere
Tian Bingyi war einer der bedeutendsten Doppelspieler der Welt in den 1980er Jahren. Sein Name ist untrennbar mit dem seines Partners Li Yongbo verbunden, mit welchem er fast alle seine sportlichen Erfolge erringen konnte. So wurden beide gemeinsam 1985 Vizeweltmeister und sowohl 1987 als auch 1989 Weltmeister. Auch die All England gewannen die Chinesen als Doppelpaarung.

## Sportliche Erfolge
| Saison    | Veranstaltung     | Disziplin    | Platz | Name                    |
| --------- | ----------------- | ------------ | ----- | ----------------------- |
| 1984/1985 | Denmark Open      | Herrendoppel | 1     | Li Yongbo / Tian Bingyi |
| 1985      | Swedish Open      | Herrendoppel | 1     | Li Yongbo / Ding Qiqing |
| 1985      | Malaysia Masters  | Herrendoppel | 1     | Li Yongbo / Tian Bingyi |
| 1985      | Weltmeisterschaft | Herrendoppel | 2     | Li Yongbo / Tian Bingyi |
| 1986      | Asienspiele       | Herrendoppel | 2     | Li Yongbo / Tian Bingyi |
| 1986/1987 | Denmark Open      | Herrendoppel | 1     | Li Yongbo / Tian Bingyi |
| 1987      | Weltmeisterschaft | Herrendoppel | 1     | Li Yongbo / Tian Bingyi |
| 1987      | All England       | Herrendoppel | 1     | Li Yongbo / Tian Bingyi |
| 1987      | Thailand Open     | Herrendoppel | 1     | Tian Bingyi / Li Yongbo |
| 1988      | All England       | Herrendoppel | 1     | Li Yongbo / Tian Bingyi |
| 1988      | Swedish Open      | Herrendoppel | 1     | Li Yongbo / Tian Bingyi |
| 1988      | Japan Open        | Herrendoppel | 1     | Tian Bingyi / Li Yongbo |
| 1988      | Malaysia Open     | Herrendoppel | 1     | Li Yongbo / Tian Bingyi |
| 1988      | Thailand Open     | Herrendoppel | 1     | Tian Bingyi / Li Yongbo |
| 1988/1989 | Denmark Open      | Herrendoppel | 1     | Li Yongbo / Tian Bingyi |
| 1989      | Swedish Open      | Herrendoppel | 1     | Li Yongbo / Tian Bingyi |
| 1989      | French Open       | Herrendoppel | 1     | Li Yongbo / Tian Bingyi |
| 1989      | Weltmeisterschaft | Herrendoppel | 1     | Li Yongbo / Tian Bingyi |
| 1989/1990 | Denmark Open      | Herrendoppel | 1     | Li Yongbo / Tian Bingyi |
| 1990      | Swedish Open      | Herrendoppel | 1     | Li Yongbo / Tian Bingyi |
| 1990      | All England       | Herrendoppel | 2     | Li Yongbo / Tian Bingyi |
| 1990      | Asienspiele       | Herrendoppel | 1     | Li Yongbo / Tian Bingyi |
| 1990/1991 | Denmark Open      | Herrendoppel | 1     | Li Yongbo / Tian Bingyi |
| 1991      | Weltmeisterschaft | Herrendoppel | 3     | Li Yongbo / Tian Bingyi |
| 1991      | China Open        | Herrendoppel | 1     | Li Yongbo / Tian Bingyi |
| 1991      | All England       | Herrendoppel | 1     | Li Yongbo / Tian Bingyi |
| 1992      | French Open       | Herrendoppel | 1     | Li Yongbo / Tian Bingyi |